# Pennyella
Pennyella is een geslacht van kreeftachtigen uit de klasse van de Ostracoda (mosselkreeftjes).

## Soorten
- Pennyella dorsoserrata (Brady, 1880) Coles, Ayress & Whatley, 1990
- Pennyella foveolata Majoran & Widmark, 1998 †
- Pennyella klaszi Colin, 1988 †
- Pennyella leptodictyota Ayress, 1995 †
- Pennyella pennyi Neale, 1974 †

Niet geaccepteerde soort:
- Pennyella praedorsoserrata, synoniem van Rugocythereis praedorsoserrata